# George Barry
George Barry (1748-1805) fue un teólogo, ministro de Shapinsay y escritor escocés, de Reino Unido.
Historia de las islas Orcadas. Por el reverendo George Barry, D.D. ministro de Shapinsay, Edinburgh, 1805; con manuscritos comentados y retratos insertados de Charles Smith el pintor, el marqués de Montrose, y Torfaeus el historiador ("Archaeologia Scotica:....), Vol III, Edinburgh, 1831)

## Biografía
Barry nació en el condado de Berwick en 1748, y educado en la universidad de Edimburgo y fue empleado por poco tiempo como profesor de los hijos de los gentilhombres en Orcadas, y llegó a ser segundo ministro de la antigua catedral de Kirkwall.
Barry, nueve años después fue trasladado a la isla de Shapinshay, y con fidelidad y celo realizó su oficio pastoral y la Sociedad para la Propagación de Conocimientos Cristianos de Escocia, le eligieron uno de sus miembros y le dieron la superintendencia sobre sus escuelas en las Orcadas.
Más tarde, la universidad de Edimburgo le dio el título académico de "Doctor de Divinity", y durante varios años pasó empleado en la historiacivil y natural de las Orcadas, comprendiendo su original población, su historia antigua, con una separata principalmente de príncipes belicosos, en alianza con Noruega y Dinamarca y su condición presente y sus recursos; historia publicada en Edimburgo ilustrado con un mapa de todas las islas, puertos y doce elegantes planchas de los más importantes e interesantes objetos de la antigüedad, sobresaliendo su obra por la exactitud de la narración y la elegancia clásica de su composición. Barry falleció en 1805 y dejó mujer y nueve hijos.
Barry fue rescatado su nombre de la obscuridad primeramente por la publicación de John Sinclair, 1792-1799 "Estadísticas de las cuentas de Escocia, elaborado por la comunicación de los Ministros de las diferentes parroquias", dedicando la mayor parte de su vida a la pública instrucción.

## Obras
- The history of the Orkney islands:...., Edimburgh: D. Willison, 1805 (reeditada en London, 1808).
- Orkney: Kirkwall and St. Ola, Pentland press, 1975.